# Marije te Raa
Marije te Raa (Geldrop, 22 juni 1984) is een Nederlandse atlete die zich heeft toegelegd op het veldlopen en de middellange afstand. Vooral de 1500 m ligt haar goed. Op dit onderdeel veroverde zij bij de senioren zes Nederlandse titels.

## Biografie

### Start met diverse verhuizingen
Te Raa is geboren in Geldrop en was aanvankelijk lid van atletiekvereniging AV Goor. In 2001 verhuisde ze naar het topsporthuis in Papendal. Bij de junioren werd ze Nederlands jeugdkampioene veldlopen en 1500 m. Later verhuisde ze naar Nijmegen vanwege haar studie pedagogie aan de Radboud Universiteit. In verband met een hieruit voortvloeiende stage werd ze in 2006 lid van AAC.

### Eerste titel bij de senioren
In 2004 behaalde Marije te Raa zilver en in 2006 brons op de 1500 m tijdens de nationale kampioenschappen. Op 1 juli 2007 werd het op dezelfde afstand op de Nederlandse kampioenschappen ten slotte goud. De wedstrijd verliep vrij traag en de groep bleef lang bijeen. Op de laatste 150 meter plaatste ze een eindsprint en won de wedstrijd in een tijd van 4.42,90. "Dat is 25 seconden langzamer dan mijn persoonlijk record. Maar wat maakt het uit? Tactisch was het een goed gelopen race." In 2008 prolongeerde ze haar titel.

### Deelname Europacup en prolongatie titel
Tijdens de Europacupwedstrijd voor landenteams op 21 en 22 juni 2008 in het Portugese Leiria liep Marije te Raa de 1500 m. De AAC-atlete kweet zich naar behoren en liep op haar 24-ste verjaardag naar een zesde plaats en een PR van 4.16,84. Twee weken later prolongeerde zij in het Amsterdamse Olympisch Stadion haar nationale titel op deze afstand in een tijd die in de buurt kwam van haar PR: 4.19,10. Weer een week later verbeterde ze tijdens de Keienmeeting in Uden haar PR verder tot 4.15,19. Hiermee bleef ze de Amerikaanse Amy Rudolph (4.18,36) en de Ierse Linda Byrne (4.19,18) ruim voor. Tijdens de Warandeloop in Tilburg plaatste Te Raa zich voor de Europese veldloopkampioenschappen in Brussel, waar zij zich echter niet in de voorste gelederen kon laten zien.

### PR op EK indoor
In februari 2009 kwalificeerdee Te Raa zich in Gent voor de Europese indoorkampioenschappen in Turijn. Tijdens de mijl klokte ze op de 1500 m een doorkomst van 4.12,52. Kort daarna werd ze Nederlands indoorkampioene, ook op de 1500 m. In Turijn haalde Te Raa de finale met een persoonlijk record van 4.11,80. Vervolgens behaalde zij tijdens het baanseizoen op de nationale baankampioenschappen zilver achter Adriënne Herzog op de 1500 m.

## Nederlandse kampioenschappen
Outdoor
| Onderdeel | Jaar                   |
| --------- | ---------------------- |
| 1500 m    | 2007, 2008, 2010, 2011 |

Indoor
| Onderdeel | Jaar       |
| --------- | ---------- |
| 1500 m    | 2009, 2012 |

## Persoonlijke records
Outdoor
| Onderdeel | Prestatie | Datum            | Plaats     |
| --------- | --------- | ---------------- | ---------- |
| 800 m     | 2.05,85   | 23 mei 2009      | Hoorn      |
| 1500 m    | 4.10,98   | 11 juli 2010     | Brasschaat |
| 3000 m    | 9.20,84   | 22 augustus 2008 | Wageningen |

Indoor
| Onderdeel   | Prestatie | Datum           | Plaats    |
| ----------- | --------- | --------------- | --------- |
| 800 m       | 2.06,85   | 4 februari 2011 | Luxemburg |
| 1500 m      | 4.11,80   | 6 maart 2009    | Turijn    |
| 1 Eng. mijl | 4.33,13   | 8 februari 2009 | Gent      |

## Palmares

### 1000 m
- 2012:  Ter Specke Bokaal te Lisse - 2.43,86

### 1500 m
- 2004:  NK - 4.26,46
- 2006:  NK - 4.25,12
- 2007:  NK - 4.42,90
- 2008:  NK - 4.19,10
- 2009:  NK indoor - 4.27,38
- 2009: 8e EK indoor - 4.30,93 (na DQ Anna Alminova)(4.11,80 in serie)
- 2009:  NK - 4.35,74
- 2010:  NK - 4.21,02
- 2011:  NK - 4.41,39
- 2012:  NK indoor - 4.24,16
- 2012:  NK - 4.21,70
- 2013:  NK - 4.25,95
- 2014:  NK - 4.17,18

### 5 km
- 2011:  Marikenloop - 17.10

### 10 km
- 2015: 11e NK te Schoorl - 34.52
- 2016: 10e NK in Schoorl - 36.04
- 2016: 4e Singelloop Utrecht - 35.11

### 15 km
- 2014: 15e Zevenheuvelenloop - 52.43,0
- 2015: 14e Zevenheuvelenloop - 54.57
- 2016: 14e Zevenheuvelenloop - 56.11

### 10 Eng. mijl
- 2012: 14e Dam tot Damloop - 58.21
- 2014: 11e Dam tot Damloop - 58.35
- 2016: 16e Dam tot Damloop - 1:01.01

### halve marathon
- 2015: 12e halve marathon van Egmond - 1:19.00
- 2015:  NK - 1:20.04 (4e overall)
- 2016:  halve marathon van Eindhoven - 1:18.40
- 2017: 15e halve marathon van Egmond - 1:21.04
- 2019: 22e halve marathon van Egmond - 1:27.34

### veldlopen
- 2003: 12e Warandeloop - 22.04
- 2005: 6e Warandeloop - 20.32
- 2007: 6e Warandeloop - 29.14
- 2008: 53e EK te Brussel (8,0 km) - 30.40
- 2008:  Warandeloop - 27.54
- 2009:  Warandeloop - 27.53
- 2010:  NK te Hellendoorn (korte afstand = 2685 m) - 9.46
- 2010:  Warandeloop - 27.30
- 2011:  NK te Tilburg (8100 m) - 28.58 (9e overall)

### overige
- 2015:  Zandvoort Circuit Run (12 km) - 43.57
- 2016: 5e Zandvoort Circuit Run (12 km) - 45.01